# Parque Natural Municipal Morro da Pescaria
O Parque Natural Municipal Morro da Pescaria é uma unidade de conservação ambiental com 73 hectares de Mata Atlântica, localizado entre a Praia da Cerca e a Praia do Morro em Guarapari no Espírito Santo.
É um dos pontos turísticos de Guarapari, visitado por amantes da natureza e turistas.Na alta temporada de verão, chega a receber até 2 mil turistas por dia de todas os lugares do Brasil.O parque possui uma trilha que proporciona contato com a natureza.
O parque possui uma recepção em estilo colonial, que funciona das 7h as 18h com um píer desativado em frente.Na recepção há 2 guardas ambientais munidos de rádios de comunicação VHF, binóculos, megafones e barco motorizado para inspeções.O parque também possui três salva-vidas.
No parque existem macacos-prego, saguis, raposas, preás, esquilos, e diversas aves.O parque é constituído de trilhas que levam até a Praia da Areia Vermelha, Prainha do Sul e Praia do Ermitão. Durante o percurso há um mirante natural, com vista para Ilha da Raposa e parte do parque.No final da trilha, há a Praia do Ermitão e uma lanchonete com banheiros e duchas.
No parque não é permitido: prática de piquenique, fazer churrasco, retirar mudas, jogar lixo, alimentar animais e pássaros e é proibido também a pesca profissional predatória e de mergulho.Paga-se R$3,00 por pessoa para entrar na trilha com exceção de crianças abaixo de 10 anos.  O Parque é administrado pela  Prefeitura Municipal de Guarapari. 